# 安里川
安里川（日语：／ Asato-gawa；琉球語：／ ）是日本沖繩本島南部的一條河流，被日本列為二級河川。
安里川發源於那霸市首里鳥堀町的弁之嶽，經那霸市與南風原町的邊界向西南方向流去。其上游部份又被稱作金城川。在那霸市真地附近改向西北方向流去，通過金城水壩後，在那霸市三原附近與キブンジャ川合流。安里川在三原至牧志之間的一段非常複雜的蛇行狀態向西流去，與國道330號的姬百合橋和國際通的蔡溫橋交叉。安里川在流經牧志一帶的時候改向西北方向，在崇元寺橋附近分支出久茂地川。此後安里川與國道58號的泊高橋交叉，注入東中國海。
安里川下游入海口曾存在著名的貿易港口泊港，現為那霸港的泊埠頭。安里川下游流經那霸市中心街區，中游和上游都是住宅區。
1451年，琉球第一尚氏王朝的攝政懷機曾在安里川入海口西側的淺灘建立長虹堤。安里川在三原至牧志之間的一段非常狹窄而彎曲，當遭遇颱風襲擊的時候，往往會發生洪澇災害。